# Basidie

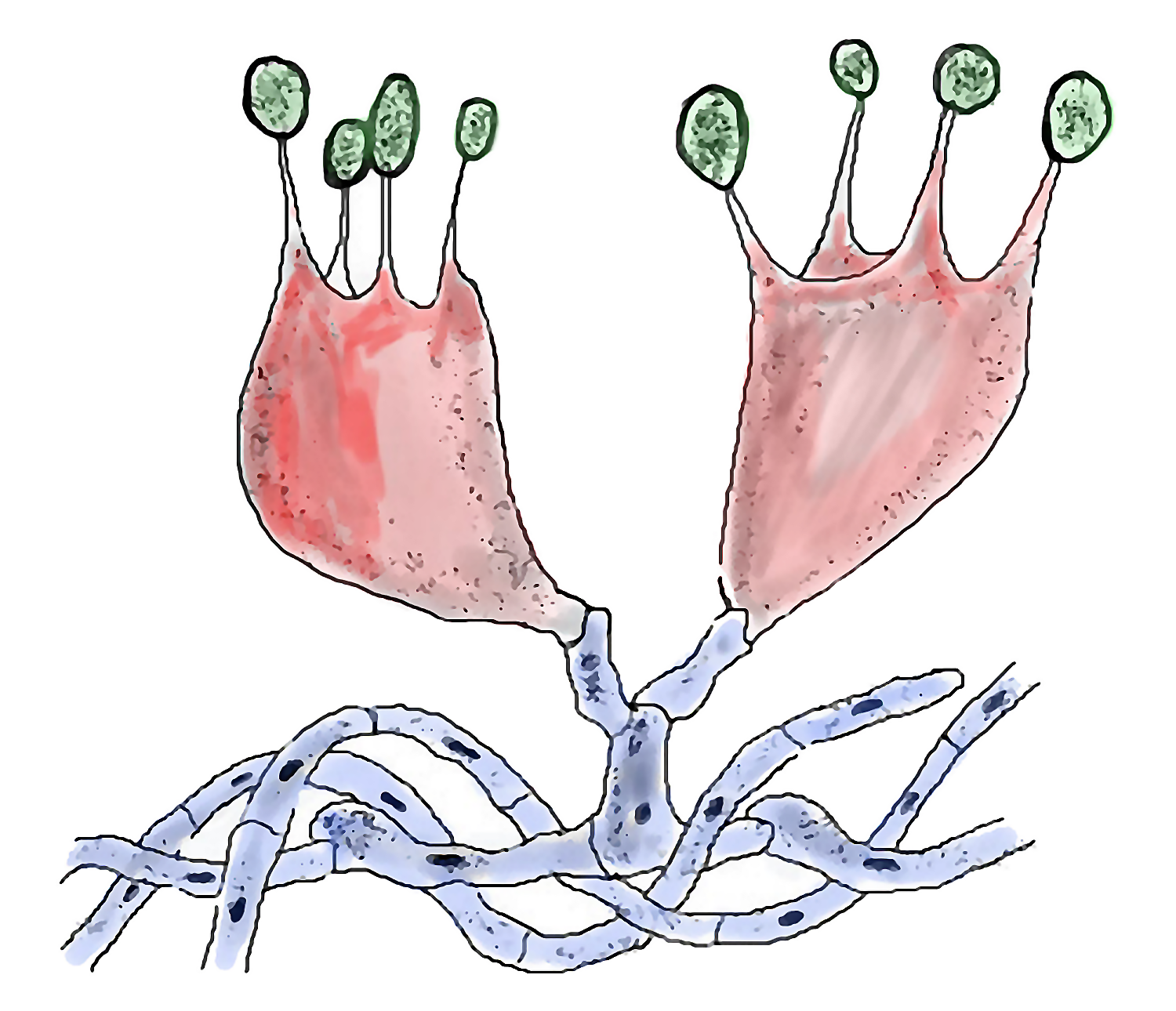
Hyphengeflecht (blau) mit Basidien (rosa) und Sporen (grün)

Basidien (Singular: Basidie oder Basidium) sind die Meiosporangien der Ständerpilze (Basidiomycota). Wie bei den Asci der Schlauchpilze (Ascomycetes) gibt es auch bei den Basidien unterschiedliche Formen. Die Sporen, die an Basidien entstehen, heißen Basidiosporen. Die Basidien sind primär einzellig aufgebaut, es gibt auch sekundäre Fortentwicklungen mit zwei- oder vierzelligen Strukturen. Als Basidiomata oder Basidiokarpien werden die Fruchtkörper (Ständerpilze) und Fruchtlager (Rost- und Brandpilze) bezeichnet, in oder an denen die Basidien heranreifen. Das Organ für die Sporenbildung ist die Fruchtschicht. Meist entstehen vier Sporen pro Basidie, aber es gibt auch Abweichungen (zwei oder acht Sporen). Diese können frei oder an besonderen stielartigen Ausstülpungen, den Sterigmen, ausgebildet werden.
Die Entstehung der Basidien, ihre Struktur sowie die Art der Freisetzung und der Keimung der Basidiosporen sind wichtige Kriterien für die Einordnung der Arten in die Systematik der Ständerpilze.

## Basidienbildung
Die Basidien entstehen meist als Abwandlung einer Schnallenbildung. Daneben gibt es bei schnallenlosen Arten noch die Möglichkeit der Knospung aus Endzellen von dikaryotischen Hyphen. Eine dritte Variante ist die Bildung des Basidiums aus einer Probasidie.

## Basidium-Klassifikation

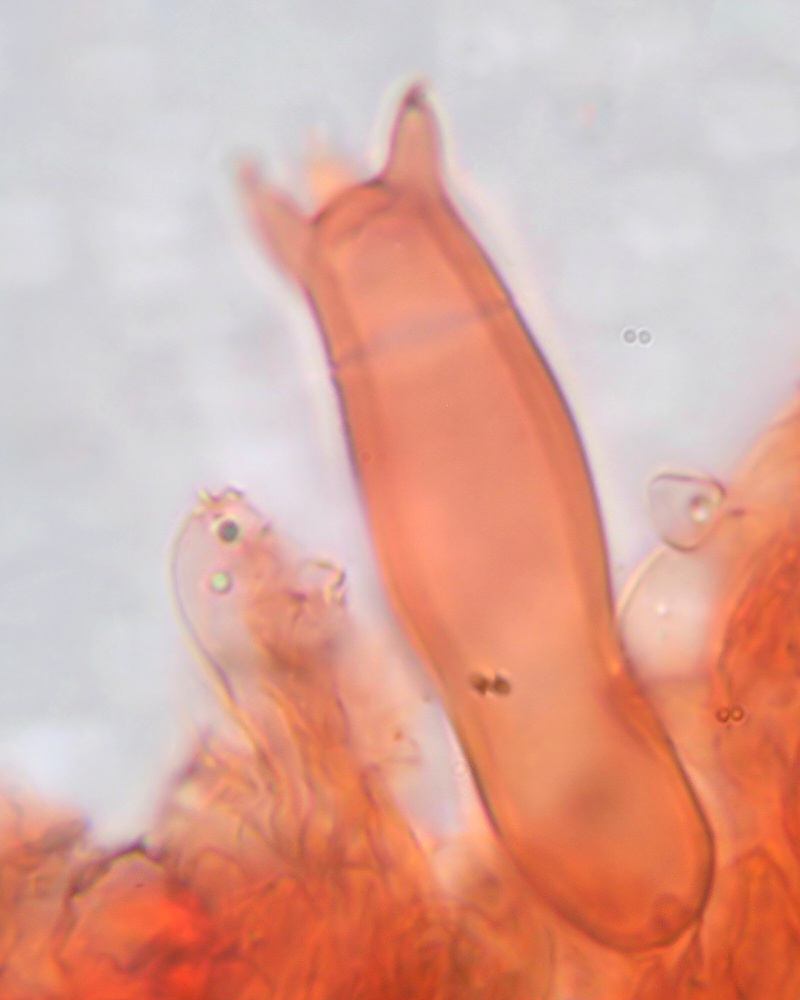
Holobasidie, gefärbt mit Kongorot

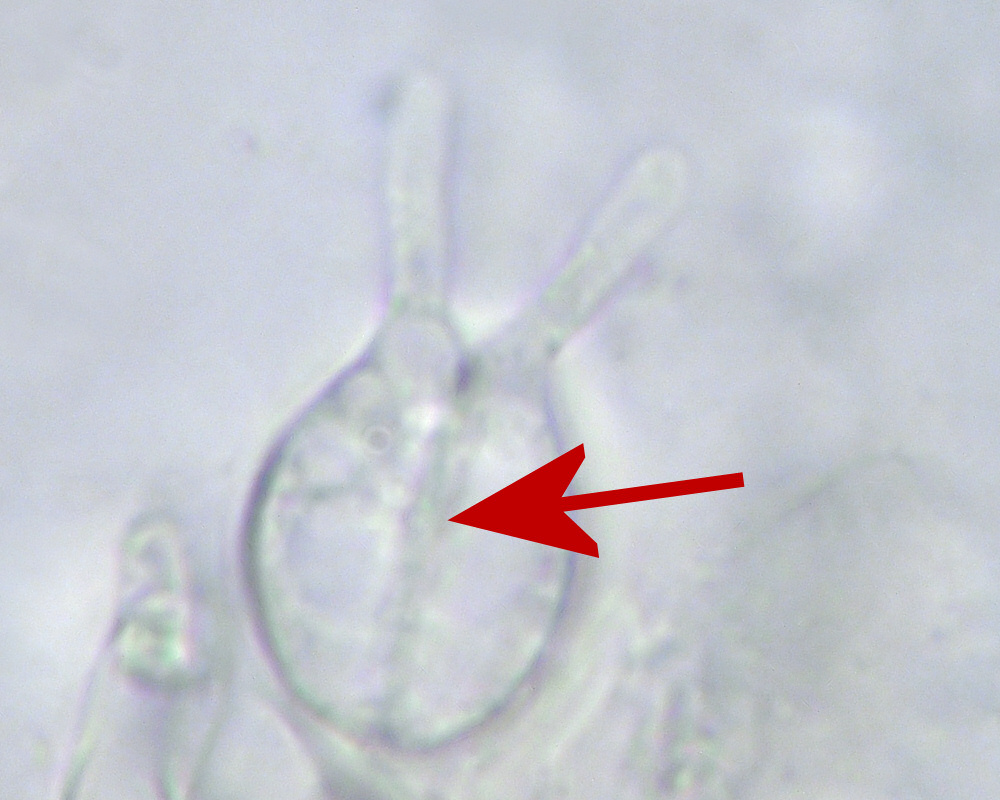
Phragmobasidie mit Längsseptum (roter Pfeil)

Phragmobasidie vom A: Auricularia-Typ und B: Tremella-Typ

Am auffälligsten ist die Bildung von unseptierten und septierten Basidien. Beide Grundtypen lassen sich nach weiteren Aspekten wie beispielsweise Form und Ansatz weiter differenzieren.

### Holobasidie
Die Holobasidie ist einzellig und unseptiert. Die sexuell durch Kernverschmelzung und Reduktionsteilung entstandenen Kerne wandern in die an der Scheitelregion gebildeten Ausstülpungen und bilden dort an den Sterigmen die Basidiosporen.

### Phragmobasidie
Die Phragmobasidie ist im Gegensatz zur Holobasidie immer septiert. Der Wortstamm Phragmo- leitet sich vom altgriechischen Wort  „phragma“ (Genitiv phragmatos) ab und kann mit Zaun, Trennwand oder Scheidewand übersetzt werden. Man unterscheidet zwei verschiedene Typen von Phragmobasidien. Beim Auricularia-Typ ist die Basidie durch drei Quersepten, beim Tremella-Typ durch zwei Längssepten in vier Einzelzellen unterteilt. Die Septen entstehen unmittelbar nach der Reduktionsteilung. Pilze mit Phragmobasidien wurden früher in der Unterklasse der Phragmobasidiomycetidae zusammengefasst, die Arten mit Phragmobasidien bilden aber keine natürliche Verwandtschaftsgruppe.

### Hypobasidie und Epibasidie
Als Hypobasidie wird der basale, oft kugelige bis birnförmige Teil einer längsgeteilten Basidie der Zitterpilzen bezeichnet, auf welchem die sporenbildende Epibasidie gebildet wird, die aus den mehr oder weniger fingerförmigen Sterigmen besteht. In Hypo- und Epibasidie gegliederte Basidien findet man vorwiegend in der Familie der Tremellaceae.

## Unterschiedliche Holobasidientypen

### Repetobasidien
Von Repetobasidien spricht man dann, wenn junge Basidien nicht an älteren seitlich vorbeiwachsen, sondern durch die Alten hindurch. Dadurch sind junge Basidien oft von einer mehrschichtigen Hülle umgeben, die aus den Resten der alten Basidien besteht. Man bezeichnet dies auch als innere Basidien-Repetition. Repetobasidien findet man bei den corticioiden Pilzgattungen Repetobasidium, Repetobasidiellum, Galzinia und Conferticium vor.

### Pleurobasidien
Normalerweise werden Basidien am Ende einer Hyphe gebildet. Bei den Pleurobasidien hingegen entstehen sie seitlich. Sie haben daher an ihrer Basis nur einen kurzen Hyphenfortsatz.

### Acanthobasidie
Acanthobasidien kommen bei einigen Pilzen mit corticioiden Fruchtkörpern vor. Bei diesen Pilzen haben die Basidien stachel- oder fingerförmige Auswüchse, wie man sie auch bei Acanthohyphiden findet. Typisch sind Acanthobasidien zum Beispiel für Acanthobasidium, einer Gattung aus der Familie der Schichtpilzverwandten (Stereaceae). Sie kommen aber auch bei einigen anderen Schicht- und Rindenpilzen vor.

## Unterschiedliche Basidienstadien

### Probasidie und Metabasidie
Das erste Stadium der Basidienbildung wird als Probasidie bezeichnet, besonders, wenn es sich deutlich vom späteren, reifen Stadium (der Metabasidie) unterscheidet, wie das häufig bei den Heterobasidomyceten der Fall ist. Häufig ist die Probasidie rund und dickwandig.

### Basidiole
Basidiolen sind keulenförmige oder zylinderförmige Zellen des Hymeniums (Fruchtschicht) ohne Sterigmen. Meist handelt es sich um junge oder sterile Basidien. Für unauffällige sterile Zellen in der Fruchtschicht wird auch der Begriff Zystidiole verwendet.